# Тишков, Сергей Васильевич
 Сергей Васильевич Тишков (род. 23 июля 1959 года в г. Щучинск, Целиноградская обл., СССР) — советский и казахский лыжник. Мастер спорта СССР международного класса, заслуженный тренер Республики Казахстан по лыжным гонкам.

## Биография
В 1976 году Сергей Тишков был зачислен в состав молодёжной сборной СССР по лыжным гонкам. В 1979-м перешел во взрослую команду страны, за которую выступал до 1981 года. В это время спортивная карьера лыжника стремительно развивалась. На протяжении 1977—1986 гг. С.Тишков показывал высокие результаты как на всесоюзных, так и на международных соревнованиях. А с 1979 по 1982 гг. — входил в топ-15 лучших лыжных гонщиков СССР.
На первенстве СССР 1976—1977 гг. С.Тишков стал двукратным победителем среди юношей. На международных соревнованиях по лыжным гонкам среди социалистических стран «Дружба» (сезон 1977—1978) дважды был в тройке лидеров, завоевав серебряную и бронзовую медали. На первенстве СССР зимнего сезона 1978—1979 гг. — чемпион, серебряный и бронзовый призёр среди юниоров. В 1979 году Сергей Тишков стал первым из казахстанцев чемпионом мира по лыжным гонкам среди юниоров, победив на первенстве мира в Квебеке (Канада). В 1986 году на VI зимней Спартакиаде народов СССР в Красноярске получил титул чемпиона в эстафетной гонке.
В истории лыжных гонок современного Казахстана С.Тишков также неоднократно становился победителем и призёром на международных соревнованиях. Так, в 2000 году он занял первое место на Кубке Мастеров в Швеции (г. Кируна). В 2001-м на Кубке Мастеров в Мариацелле (Австрия) завоевал бронзовую медаль на 15-километровой гонке. Ещё одну «бронзу» на такой же дистанции выиграл в 2002 г. на Кубке Мастеров в австрийском городе Зеефельде.

### Тренерство
После завершения спортивной карьеры в 1989 году С.Тишков не оставил лыжные гонки. Сначала он работал тренером в областной ДЮСШ, позже был назначен старшим тренером Кокчетавской области. С 1999 по 2004 трудился старшим тренером по лыжным гонкам спортивного клуба Армии РК. В это время подготовил сильнейших в Казахстане спортсменов-лыжников: Андрея Головко, Дмитрия Еременко, Евгения Кошевого, Евгения Сафонова. После успешного выступления своих воспитанников Е.Кошевого и Е.Сафонова на Юниорском Чемпионате мира, где они стали золотыми медалистами в эстафетной гонке, Сергея Тишкова пригласили на пост главного тренера мужской национальной сборной РК по лыжным гонкам. На этой должности Сергей Васильевич проработал до весны 2007 года.
В 2009 году, после двухлетнего перерыва, С.Тишкова назначили старшим тренером мужской сборной команды по лыжным гонкам РК. На этом посту он трудился до весны 2012 г., а после стал старшим тренером экспериментальной группы «team Poltoranin», с которой работал до весны 2014 года.
В настоящее время Сергей Тишков — старший тренер Национальной сборной РК по лыжным гонкам. Также он является председателем клуба любителей лыжных гонок «Бурабай» в городе Щучинск. Сегодня, как и во время своей спортивной карьеры, он ведет здоровый образ жизни и продолжает принимать участие во многих любительских соревнованиях по лыжным гонкам.